# Палиашвили, Захарий Петрович
Захарий Петрович Палиашви́ли (груз. ზაქარია პეტრეს ძე ფალიაშვილი; 1871—1933) — грузинский композитор, педагог, музыкально-общественный деятель, крупнейший представитель грузинской классической музыки, народный артист Грузинской ССР (1925).

## Биография
Захарий Палиашвили родился 4 (16) августа 1871 года в Кутаиси в семье певчего церковного хора. В этой семье 6 из 18 детей стали профессиональными музыкантами.
Музыкальное образование получил в школе при католическом костёле, там он научился пению и игре на органе. Также брал уроки фортепиано у Ф. Мизандари. После переезда семьи в Тифлис занимался в музыкальном училище по классу валторны и изучал теорию композиции у Н. С. Кленовского.
С 1900 по 1903 год учился в Московской консерватории по классу композиции С. И. Танеева. Занятия с Танеевым сблизили Захария Петровича с русской музыкальной культурой и способствовали развитию его композиторского мастерства.
Палиашвили был одним из основателей Грузинского филармонического общества, а также возглавил хор, оркестр и музыкальную школу, созданные при этом обществе в 1908—1917 годах.
Центральное место в творчестве Захария Палиашвили занимают оперы «Абесалом и Этери» (1919), «Даиси» (1923). Музыка современного гимна Грузии была взята из двух опер Палиашвили — «Даиси» (с груз. — «Сумерки») и «Абесалом и Этери».
Кроме того Захарий Петрович сочинил оперу «Латавра» (1927) и «Торжественную кантату» (написанную к 10-летию Октябрьской революции в 1927 году). Палиашвили собрал и записал около 300 грузинских народных песен. Часть этого большого собрания он опубликовал в 1910 году в книге «Сборник грузинских народных песен».
Умер Захарий Петрович Палиашвили 6 октября 1933 года в Тифлисе. Был похоронен в сквере у Оперного театра в Тбилиси рядом с могилой Вано Сараджишвили.

## Память
- В 1937 году имя Захария Палиашвили было присвоено Грузинскому театру оперы и балета[3][7].
- В 1971 году была выпущена почтовая марка СССР, посвященная Палиашвили.
- В СССР был открыт Государственный музей Захария Палиашвили (Тбилиси).
- Имя Палиашвили в 1960—1994 годах носил Малый Ржевский переулок. Сейчас его имя носят улицы в Волгограде, Батуми, Кутаиси и Тбилиси.
- Портрет Палиашвили помещён на банкноту номиналом в два грузинских лари.